# نیکولاس آلماگرو
نیکولاس آلماگرو (به اسپانیایی: Nicolás Almagro) (زاده ۲۱ اوت ۱۹۸۵ - مورسیا) تنیس‌باز اهل کشور اسپانیا است.
آلماگرو در مسابقات بین‌المللی مهمی شرکت کرده است که می‌توان به صعود وی به مرحله یک‌چهارم نهایی مسابقات تنیس آزاد فرانسه و مسابقات تنیس آزاد استرالیا و همچنین کسب مدال طلای تک‌نفره و دونفره تنیس بازی‌های مدیترانه در سال ۲۰۰۵ اشاره کرد، بهترین رتبه وی در رتبه‌بندی جهانی تنیس ۹ (۲ مه ۲۰۱۱) بوده است.